# Comtats de Romania
Els comtats de Romania, un total de 41 comtats (en romanès: județe), juntament amb el municipi de Bucarest, constitueixen les divisions administratives oficials de Romania.
Els comtats de Romania representen les subdivisions estadístiques NUTS-3 (Nomenclatura d'unitats territorials d'estadística - Nivell 3) del país a la Unió Europea i cadascuna d'elles serveix com en l'àmbit local de govern dins de les seves fronteres. La majoria dels comtats reben el nom d'un riu important, mentre que alguns reben el nom de ciutats notables dins d'ells, com ara la seu del comtat.
La primera organització en județe dels principats de Valàquia i Moldàvia (on se'ls va denominar continguturi) es remunta almenys a finals del segle xiv. Durant la major part del temps des que es va formar la Romania moderna el 1859, el sistema de divisió administrativa ha estat similar al dels departaments francesos. El sistema s'ha canviat diverses vegades des d'aleshores i el nombre de comtats ha variat amb el pas del temps, des de les 71 județe que hi havia abans de la Segona Guerra Mundial fins a només 39 després del 1968. El format actual existeix en gran part des del 1968, ja que només s'han fet petits canvis des de llavors, l'últim dels quals va ser el 1997.
Segons les dades del cens de 2011 de l'Institut Nacional d'Estadística, la població mitjana dels 41 comtats de Romania és d'uns 445.000 habitants, sent el comtat de Iași el més poblat (772.000) i el comtat de Covașna (210.000) el menys. El municipi de Bucarest, que té el mateix nivell administratiu que el d'un comtat, és més poblat i molt més petit que qualsevol comtat, amb 1.883.425 persones.

## Història

Els 71 comtats de Romania entre 1925 i 1940

Els comtats actuals van imposar-se sobre els inter-comtats de guerra

La primera organització en județe (per a Valàquia) i ținuturi (per a Moldàvia), es remunta almenys a finals del segle xiv. Inspirats en l'organització de l'últim Imperi Romà d'Orient, cada județ estava governat per un jude (o pârcălab per a un contingut), una persona nomenada oficialment amb funcions administratives i judicials. Transsilvània es va dividir en comtats reials encapçalats per comes (comtes reials) amb funcions administratives i judicials.
Després de la constitució de la Romania moderna el 1859 a través de la unió de Valàquia i el grup de Moldàvia, la divisió administrativa es va modernitzar utilitzant el sistema administratiu francès com a model, amb județ com a unitat administrativa bàsica. A part del període 1950–1968, aquest sistema s'ha mantingut vigent fins avui. Des de 1864, per a cada județ existeix un prefecte, un subordinat del Ministeri de l'Interior i representant del govern a l'interior del comtat; també és el cap de l'administració local de les àrees no delegades a les autoritats locals. Fins al 1948, cada județ es dividia en diversos plăși, administrats cadascun per un pretor.
Després de l'adopció d'una nova Constitució el 1923, els sistemes administratius locals tradicionals de les noves regions adquirides de Transsilvània, Bucovina i Bessaràbia es van uniformar el 1925 amb el de l'antic Regne romanès. Les fronteres dels comtats es van mantenir en gran part intactes, amb pocs ajustaments, i el nombre total de comtats es va elevar a 71; això va durar fins al començament de la Segona Guerra Mundial.
El 1938, el rei Carol II va modificar la llei d'administració del territori romanès segons el model feixista. Es van crear deu continguts (aproximadament traducció 'terres'), governades per Rezidenți Regali (residents reials), nomenats directament pel monarca. Els continguts representaven una altra capa d'administració entre els comtats i el país, ja que les fronteres dels comtats no s'esborraven.
A causa dels canvis territorials durant Segona Guerra Mundial, aquest estil de l'administració no va durar, i l'administració al județ el nivell era reintroduïda després de la guerra. Entre 1941 i 1944, Romania va administrar el territori entre el Dnièster i Buh meridional els rius sabuts tan Transnístria, el qual va consistir en 13 comtats separats.
Després d'assumir l'administració del país el 1945, el Partit Comunista va canviar el model administratiu pel de la Unió Soviètica (regions i raions) el 1950, però el va canviar el 1968. Tot i això, les fronteres dels comtats establertes aleshores eren força diferents de les presents durant el període interbèl·lic, ja que només es van formar 39 comtats dels 56 restants després de la guerra.
El 1981, Giurgiu i Călărași es van separar d'Ialomița i de l'antic comtat d'Ilfov, mentre que el 1997 es va restablir el comtat d'Ilfov, que havia estat una dependència del municipi de Bucarest durant gairebé dues dècades. Les fronteres dels comtats establertes el 1968 encara són en gran manera vigents, però les funcions de les diferents autoritats han canviat a causa de les reformes administratives dels anys noranta.
Actualment, Romania es divideix en 41 comtats i un municipi (Bucarest); aquests s'assignen com a esquema de subdivisió estadística de geocodi NUTS-3 de Romania dins de la Unió Europea. Cadascun dels comtats es divideix en ciutats (algunes de les quals tenen estatus de municipi) i comunes. El prefecte i la seva administració tenen prerrogatives executives dins dels límits dels comtats, mentre que poders legislatius limitats s'assignen a un consell comarcal elegit cada quatre anys durant les eleccions locals. Els districtes territorials del sistema judicial romanès se superposen a les fronteres dels comtats, evitant així més complicacions en la separació de poders del govern.

## Llista actual
| Comtat          | Seu de comtat         | Origen del nom               | Regió                | ISO code | Codi postal | Codi d'àrea | Codi NUTS | Població (2011) | Extensió geogràfica     |
| --------------- | --------------------- | ---------------------------- | -------------------- | -------- | ----------- | ----------- | --------- | --------------- | ----------------------- |
| Alba            | Alba Iulia            | Alba Iulia                   | Centre               | AB       | 51          | 58          | RO121     | 342,376         | 6,250 km2 (2,410 sq mi) |
| Arad            | Arad                  |                              | Oest                 | AR       | 31          | 57          | RO421     | 430,629         | 7,746 km2 (2,991 sq mi) |
| Argeș           | Pitești               | Riu Argeș                    | Muntènia del sud     | AG       | 11          | 48          | RO311     | 612,431         | 6,822 km2 (2,634 sq mi) |
| Bacău           | Bacău                 |                              | Nord-est             | BC       | 60          | 34          | RO211     | 616,168         | 6,622 km2 (2,557 sq mi) |
| Bihor           | Oradea                | Comuna Biharia               | Nord-oest            | BH       | 41          | 59          | RO111     | 575,398         | 7,539 km2 (2,911 sq mi) |
| Bistrița-Năsăud | Bistrița              | Riu Bistrița i ciutat Năsăud | Nord-oest            | BN       | 42          | 63          | RO112     | 286,225         | 5,358 km2 (2,069 sq mi) |
| Botoșani        | Botoșani              |                              | Nord-est             | BT       | 71          | 31          | RO212     | 412,626         | 4,987 km2 (1,925 sq mi) |
| Brașov          | Brașov                |                              | Centre               | BV       | 50          | 68          | RO122     | 549,217         | 5,361 km2 (2,070 sq mi) |
| Brăila          | Brăila                |                              | Sud-est              | BR       | 81          | 39          | RO221     | 321,212         | 4,766 km2 (1,840 sq mi) |
| Bucarest        | Municipi de Bucarest  | Cognom Bucur                 | Bucharest-Ilfov      | B        | 01–06       | 1x          | RO321     | 1,883,425       | 240 km2 (93 sq mi)      |
| Buzău           | Buzău                 | Riu Buzău                    | Sud-est              | BZ       | 12          | 38          | RO222     | 451,069         | 6,101 km2 (2,356 sq mi) |
| Caraș-Severin   | Reșița                | comtats Caraș i Severin      | Oest                 | CS       | 32          | 55          | RO422     | 295,579         | 8,532 km2 (3,294 sq mi) |
| Călărași        | Călărași              |                              | Muntènia del sud     | CL       | 91          | 42          | RO312     | 306,691         | 5,087 km2 (1,964 sq mi) |
| Cluj            | Cluj-Napoca           |                              | Nord-oest            | CJ       | 40          | 64          | RO113     | 691,106         | 6,672 km2 (2,576 sq mi) |
| Constanța       | Constanța             |                              | Sud-est              | CT       | 90          | 41          | RO223     | 684,082         | 7,104 km2 (2,743 sq mi) |
| Covasna         | Sfântu Gheorghe       | Riu Covasna                  | Centre               | CV       | 52          | 67          | RO123     | 210,177         | 3,707 km2 (1,431 sq mi) |
| Dâmbovița       | Târgoviște            | Riu Dâmbovița                | Muntènia del sud     | DB       | 13          | 45          | RO313     | 518,745         | 4,056 km2 (1,566 sq mi) |
| Dolj            | Craiova               | Riu Jiu                      | Oltènia del sud-oest | DJ       | 20          | 51          | RO411     | 660,544         | 7,425 km2 (2,867 sq mi) |
| Galați          | Galați                |                              | Sud-est              | GL       | 80          | 36          | RO224     | 536,167         | 4,465 km2 (1,724 sq mi) |
| Giurgiu         | Giurgiu               |                              | Muntenia del sud     | GR       | 08          | 46          | RO314     | 281,422         | 3,544 km2 (1,368 sq mi) |
| Gorj            | Târgu Jiu             | Riu Jiu                      | Oltenia del Sud-Oest | GJ       | 21          | 53          | RO412     | 341,594         | 5,572 km2 (2,151 sq mi) |
| Harghita        | Miercurea Ciuc        | Muntanyes Harghita           | Centre               | HR       | 53          | 66          | RO124     | 310,867         | 6,637 km2 (2,563 sq mi) |
| Hunedoara       | Deva                  | Ciutat Hunedoara             | Oest                 | HD       | 33          | 54          | RO423     | 418,565         | 7,072 km2 (2,731 sq mi) |
| Ialomița        | Slobozia              | Riu Ialomița                 | Muntenia del sud     | IL       | 92          | 43          | RO315     | 274,148         | 4,455 km2 (1,720 sq mi) |
| Iași            | Iași                  |                              | Nord-est             | IS       | 70          | 32          | RO213     | 772,348         | 5,477 km2 (2,115 sq mi) |
| Ilfov           | Buftea                | Riu Ilfov                    | Bucharest-Ilfov      | IF       | 07          | 1x          | RO322     | 388,738         | 1,564 km2 (604 sq mi)   |
| Maramureș       | Baia Mare             | Regió històrica de Maramureș | Nord-oest            | MM       | 43          | 62          | RO114     | 478,659         | 6,303 km2 (2,434 sq mi) |
| Mehedinți       | Drobeta-Turnu Severin | Comuna Mehadia               | Oltènia del Sud-oest | MH       | 22          | 52          | RO413     | 265,390         | 4,942 km2 (1,908 sq mi) |
| Mureș           | Târgu Mureș           | Riu Mureș                    | Centre               | MS       | 54          | 65          | RO125     | 550,846         | 6,705 km2 (2,589 sq mi) |
| Neamț           | Piatra Neamț          | Riu Neamț                    | Nord-est             | NT       | 61          | 33          | RO214     | 470,766         | 5,897 km2 (2,277 sq mi) |
| Olt             | Slatina               | Riu Olt                      | Oltènia del Sud-oest | OT       | 23          | 49          | RO414     | 436,400         | 5,503 km2 (2,125 sq mi) |
| Prahova         | Ploiești              | Riu Prahova                  | Muntènia del sud     | PH       | 10          | 44          | RO316     | 762,886         | 4,715 km2 (1,820 sq mi) |
| Satu Mare       | Satu Mare             |                              | Nord-oest            | SM       | 44          | 61          | RO115     | 344,360         | 4,420 km2 (1,710 sq mi) |
| Sălaj           | Zalău                 | Riu Sălaj                    | Nord-oest            | SJ       | 45          | 60          | RO116     | 224,384         | 3,867 km2 (1,493 sq mi) |
| Sibiu           | Sibiu                 |                              | Centre               | SB       | 55          | 69          | RO126     | 397,322         | 5,432 km2 (2,097 sq mi) |
| Suceava         | Suceava               | Riu Suceava                  | Nord-est             | SV       | 72          | 30          | RO215     | 634,810         | 8,553 km2 (3,302 sq mi) |
| Teleorman       | Alexandria            | Riu Teleorman                | Muntènia del sud     | TR       | 14          | 47          | RO317     | 380,123         | 5,788 km2 (2,235 sq mi) |
| Timiș           | Timișoara             | Riu Timiș                    | Oest                 | TM       | 30          | 56          | RO424     | 683,540         | 8,692 km2 (3,356 sq mi) |
| Tulcea          | Tulcea                |                              | Sud-est              | TL       | 82          | 40          | RO225     | 213,083         | 8,484 km2 (3,276 sq mi) |
| Vaslui          | Vaslui                | Riu Vaslui                   | Nord-est             | VS       | 73          | 35          | RO216     | 395,499         | 5,317 km2 (2,053 sq mi) |
| Vâlcea          | Râmnicu Vâlcea        | comtat medieval de Vîlcea    | Oltènia del Sud-oest | VL       | 24          | 50          | RO415     | 371,714         | 5,764 km2 (2,225 sq mi) |
| Vrancea         | Focșani               | comtat medieval de Vrancha   | Sud-est              | VN       | 62          | 37          | RO226     | 340,310         | 4,854 km2 (1,874 sq mi) |